# Айрондейл (Алабама)
Айрондейл (англ. Irondale) — місто (англ. city) в США, в окрузі Джефферсон штату Алабама. Населення — 13 497 осіб (2020).

## Географія

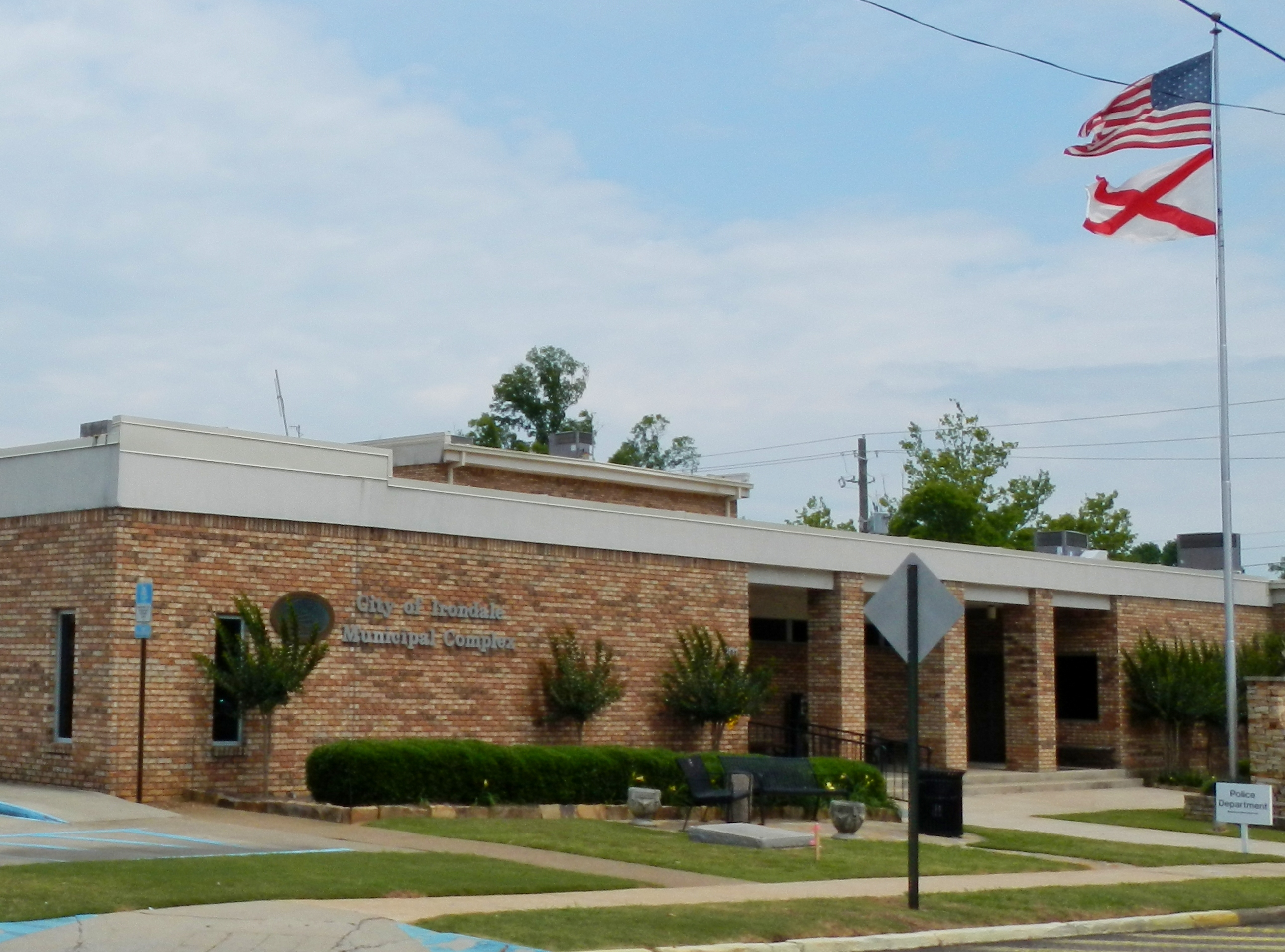
Муніципальний комплекс Айрондейла

Айрондейл розташований за координатами 33°32′24″ пн. ш. 86°39′42″ зх. д. / 33.54000° пн. ш. 86.66167° зх. д. (33.539995, -86.661677).  За даними Бюро перепису населення США в 2010 році місто мало площу 45,25 км², з яких 44,83 км² — суходіл та 0,42 км² — водойми.

## Демографія

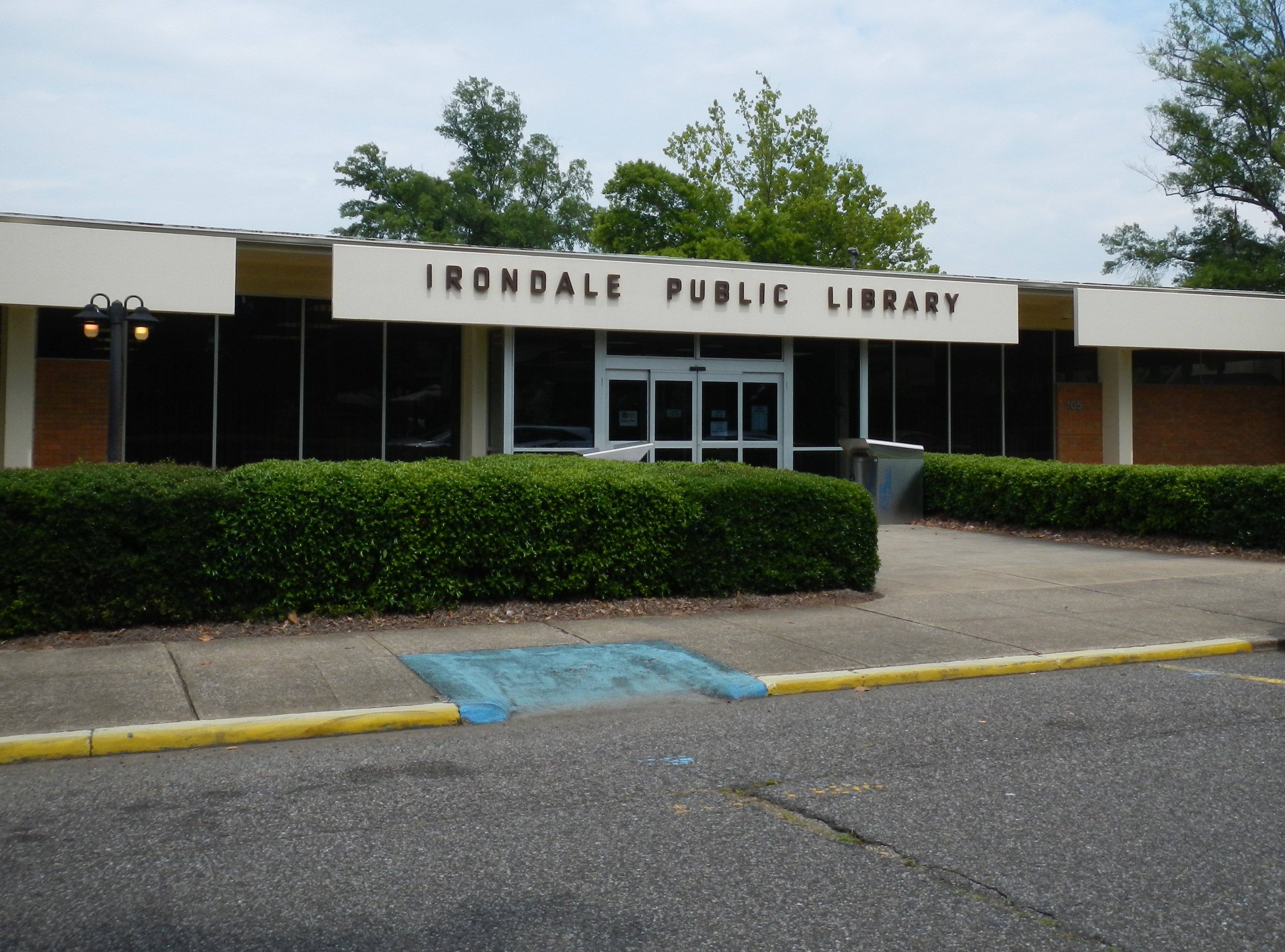
Публічна бібліотека Айрондейла

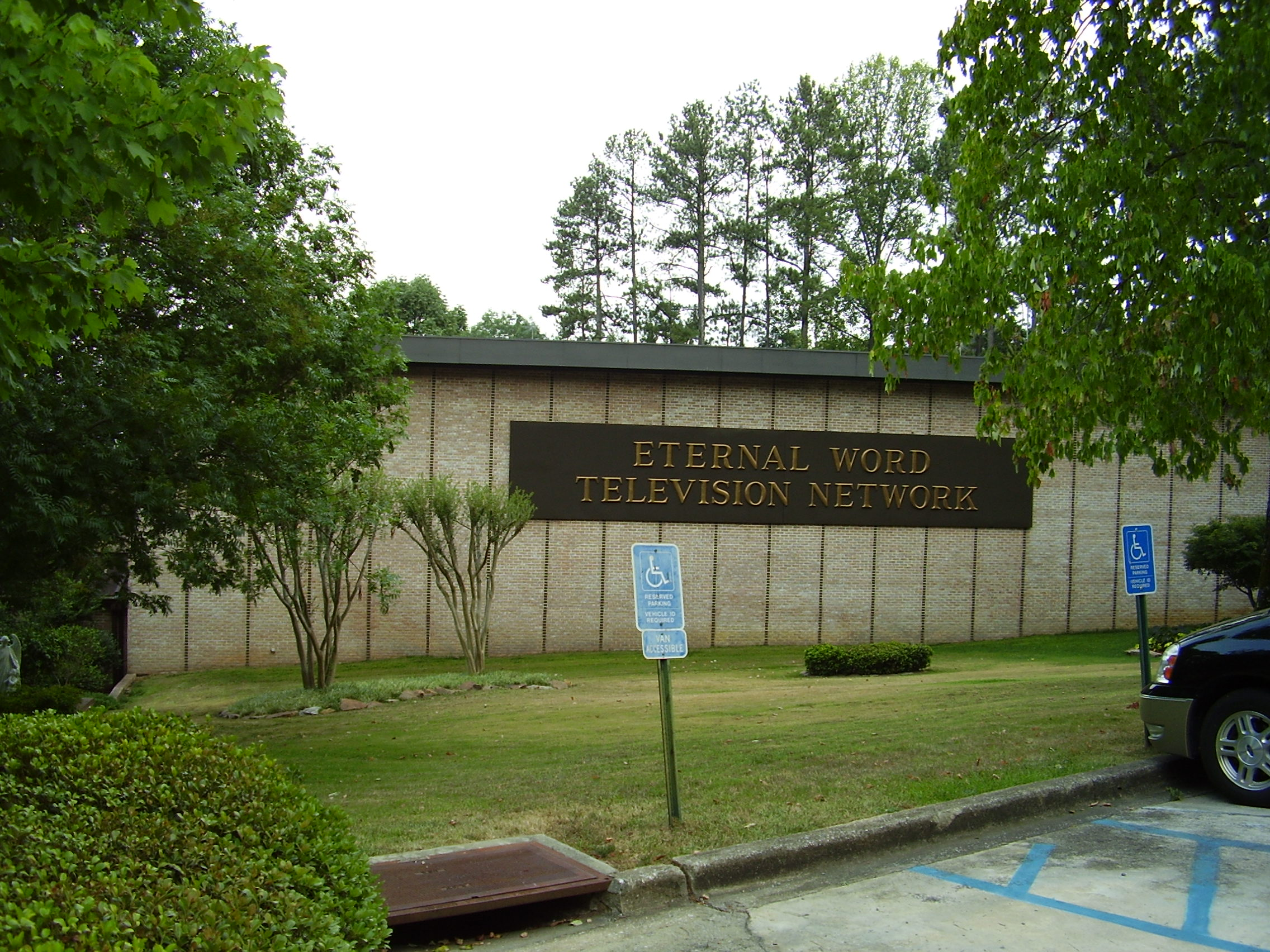
Штаб-квартира EWTN, заснована матір'ю Марією Анжелікою, знаходиться в Айрондейлі.

Згідно з переписом 2010 року, у місті мешкало 12 349 осіб у 5085 домогосподарствах у складі 3359 родин. Густота населення становила 273 особи/км².  Було 5495 помешкань (121/км²).
Расовий склад населення:
| - 56,3 % — білих - 35,4 % — чорних або афроамериканців - 1,4 % — азіатів - 0,3 % — корінних американців - 5,1 % — осіб інших рас |

До двох чи більше рас належало 1,4 %. Частка іспаномовних становила 7,8 % від усіх жителів.
За віковим діапазоном населення розподілялося таким чином: 23,1 % — особи молодші 18 років, 64,6 % — особи у віці 18—64 років, 12,3 % — особи у віці 65 років та старші. Медіана віку мешканця становила 38,1 року. На 100 осіб жіночої статі у місті припадало 89,6 чоловіків;  на 100 жінок у віці від 18 років та старших — 85,2 чоловіків також старших 18 років.
Середній дохід на одне домашнє господарство  становив 68 924 долари США (медіана — 47 351), а середній дохід на одну сім'ю — 82 885 доларів (медіана — 55 888). Медіана доходів становила 40 668 доларів для чоловіків та 43 646 доларів для жінок. За межею бідності перебувало 20,5 % осіб, у тому числі 32,8 % дітей у віці до 18 років та 10,2 % осіб у віці 65 років та старших.
Цивільне працевлаштоване населення становило 5962 особи. Основні галузі зайнятості: освіта, охорона здоров'я та соціальна допомога — 22,4 %, мистецтво, розваги та відпочинок — 11,3 %, науковці, спеціалісти, менеджери — 10,7 %.